# Antithesis of Light
Antithesis of Light — третий студийный альбом группы Evoken, вышедший в 2005 году.

## Стиль, отзывы критиков
Эдуардо Ривадавия с сайта Allmusic.com высоко оценил диск, поставив ему 4,5 балла из пяти. По его словам, на альбоме представлены «невероятно медленные десятиминутные композиции», наполненные «беспросветной, гнетущей клаустрофобией». Ощущение глубокой тьмы, хорошо продуманные контрасты между тяжёлыми и обманчиво легко звучащими партиями и сложные структуры песен делают диск незабываемым, хоть Ривадавия и назвал удовольствие от его прослушивания «мазохистским».

## Список композиций
1. Intro — 00:49
2. In Solitary Ruin — 10:44
3. Accursed Premonition — 12:33
4. The Mournful Refusal — 13:30
5. Pavor Nocturnus — 10:46
6. Antithesis of Light — 12:16
7. The Last of Vitality — 11:00

## Участники записи
- John Paradiso — вокал, гитара, бас
- Nick Orlando — гитара
- Vince Verkay — ударные
- Denny Hahn — клавиши
- Chris Kuffner — сессионная виолончель